# Illum Wikkelsø
Kristian Illum Wikkelsø (15. juli 1919 i Diernæs – 14. februar 1999) var en dansk møbelarkitekt. Han tilhørte generationen af designere, der i 1950'erne og 1960'erne gjorde Danish Design til et verdenskendt fænomen.
Wikkelsø blev først udlært snedker i 1938. Dernæst studerede han videre på Kunsthåndværkerskolen, hvorfra han afgik i 1941. Han blev medarbejder hos Jacob Kjær samt hos makkerparret Peter Hvidt og Orla Mølgaard. I 1954 oprettede Illum Wikkelsø sin egen tegnestue. Han har gennem tiden tegnet flere forskellige møbler, der i dag er blevet klassikere. Blandt de mest kendte er hans gyngestol og hvilestolen model V11. 
Han har arbejdet sammen med N. Eilersen, Holger Christiansen og Farstrup Savværk og Stolefabrik. En vigtig samarbejdspartner var C. F. Christensen, Silkeborg for hvem han designede PLexus-serien og andre lette siddemøbler.